# St. Nicolai (Magdeburg)

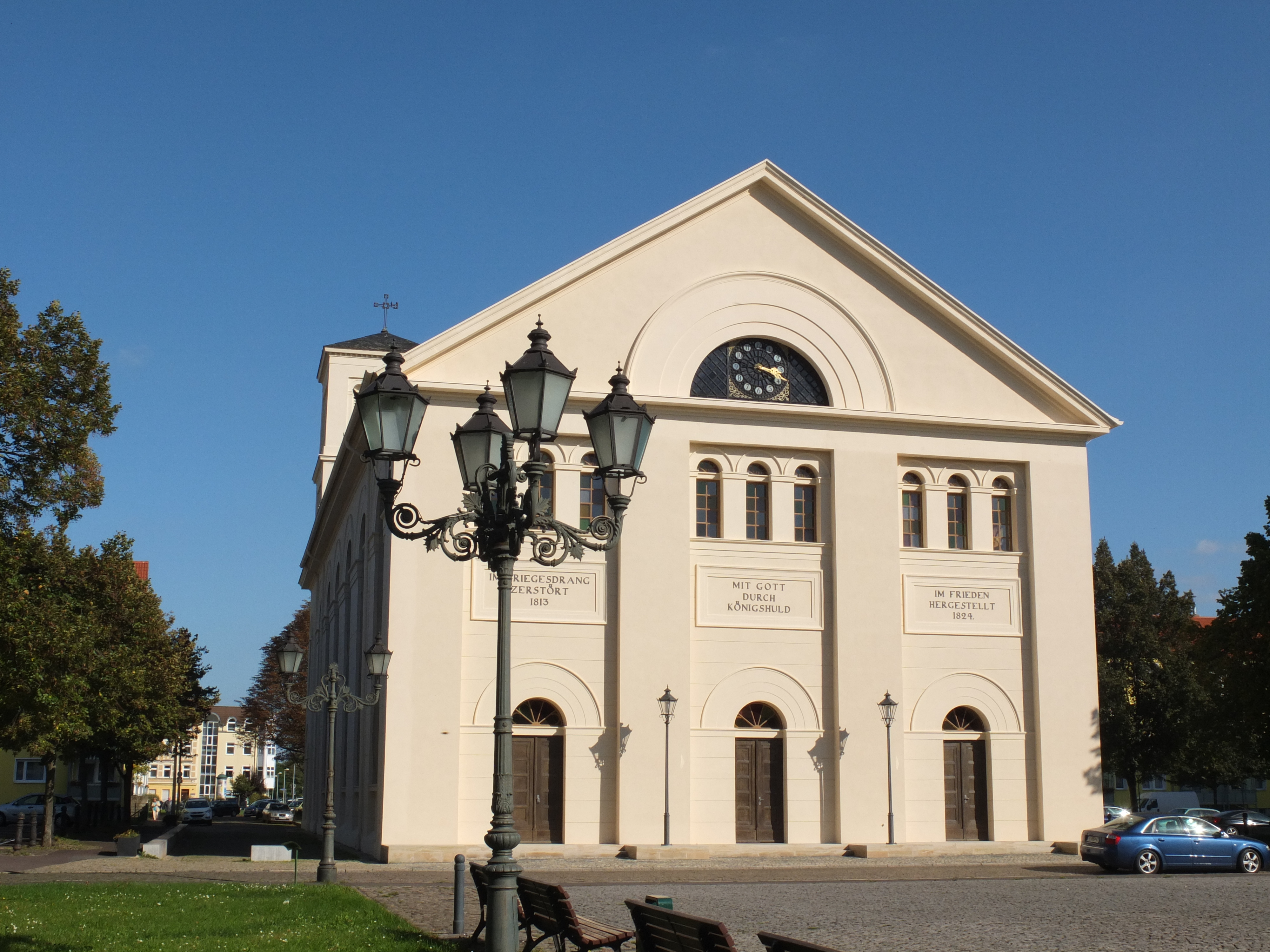
Nicolaikirche, Westseite, Nicolaiplatz

St. Nicolai ist eine evangelische Kirche im Magdeburger Stadtteil Neue Neustadt. Sie ist dem heiligen Nikolaus gewidmet.

## Lage
Die Kirche befindet sich zentral im Stadtteil Neue Neustadt auf dem Nicolaiplatz. Westlich vor der Kirche befand sich seit 1885 das Kriegerdenkmal Neue Neustadt, das jedoch nicht erhalten ist.

## Geschichte

### Die gleichnamigen Vorgängerbauten in der Alten Neustadt

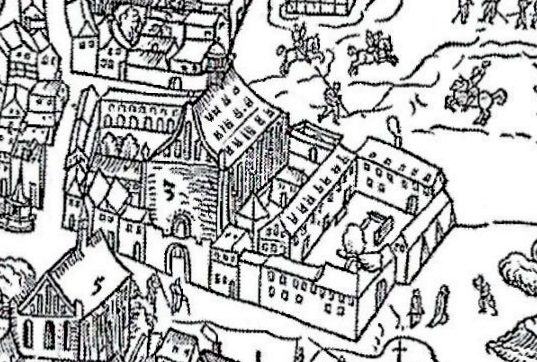
Nikolaikirche mit Kreuzgang (links), auf einem Holzschnitt von 1552, Blick von Westen, (rechts die Dompropstei)

Die Sankt-Nicolai-Kirche geht auf die Tradition von insgesamt fünf Kirchengebäuden zurück, die im Laufe der Jahrhunderte im Ort Neustadt bei Magdeburg bestanden und Sankt Nicolaus, als Schutzpatron der Elbschiffer, geweiht waren.
Der Bau einer ersten Nicolaikirche erfolgte ab circa 1150. Im Zusammenhang von Streitigkeiten zwischen Otto IV. und dem Erzbischof von Magdeburg ließ Otto IV. im frühen 13. Jahrhundert die Neustadt und die umliegenden Gebiete verwüsten. Dem fiel auch die Kirche zum Opfer. Es wurde eine zweite Nicolaikirche errichtet, die jedoch bereits 1481 wegen Baufälligkeit wieder abgerissen wurde.
Der dritte Bau wurde zwar umgehend begonnen, die Einweihung erfolgte aber erst 1528. Bereits am 1. April 1554 wurde das Gebäude erneut abgerissen, diesmal auf einen Befehl im Zuge der Belagerung der Stadt Magdeburg im Auftrag Karls V. durch Georg zu Mecklenburg.
Die vierte Kirche wurde am 20. Mai 1585 durch den evangelischen Prediger am Magdeburger Dom, Siegfried Sack, eingeweiht. Die Einweihungspredigt ist überliefert. Sie enthält als Zitat eine Widmung, welche die abgängige kurze Widmungsinschrift der Torgauer Schlosskapelle von 1544 aufnimmt. Während der Zerstörung Magdeburgs durch Tilly im Dreißigjährigen Krieg wurde auch diese Kirche wieder stark beschädigt.
Der fünften Nicolaikirche war ein längeres Bestehen vergönnt. Die Einweihung erfolgte am Palmsonntag des Jahres 1654. Erst als während der französischen Besetzung im Jahre 1813 auf Befehl Napoleons die Magdeburger Vororte Neustadt und Sudenburg für ein verbessertes Schussfeld bzw. zum Ausbau der Festung Magdeburg weitgehend abgerissen wurden, wurde auch diese Kirche am 27. März 1813 durch Sprengung zerstört.

### Geschichte der heutigen Nicolaikirche

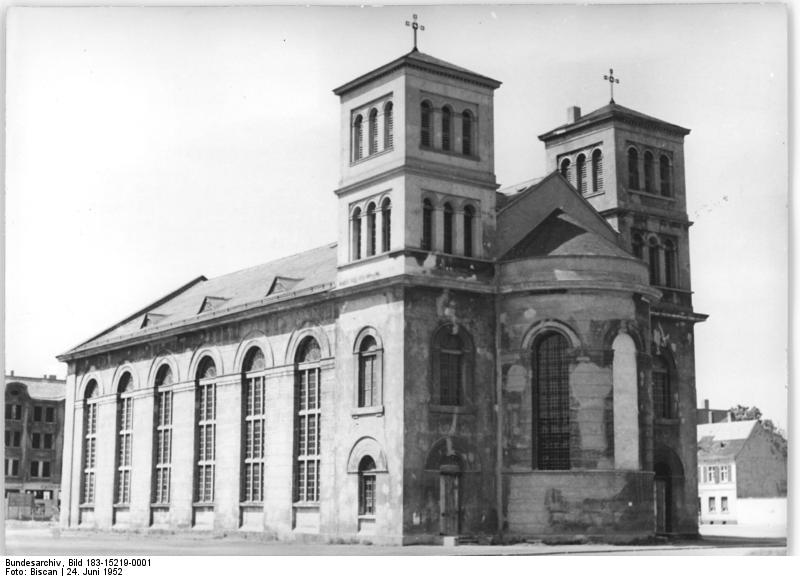
1952, weitgehend wiederhergestellt

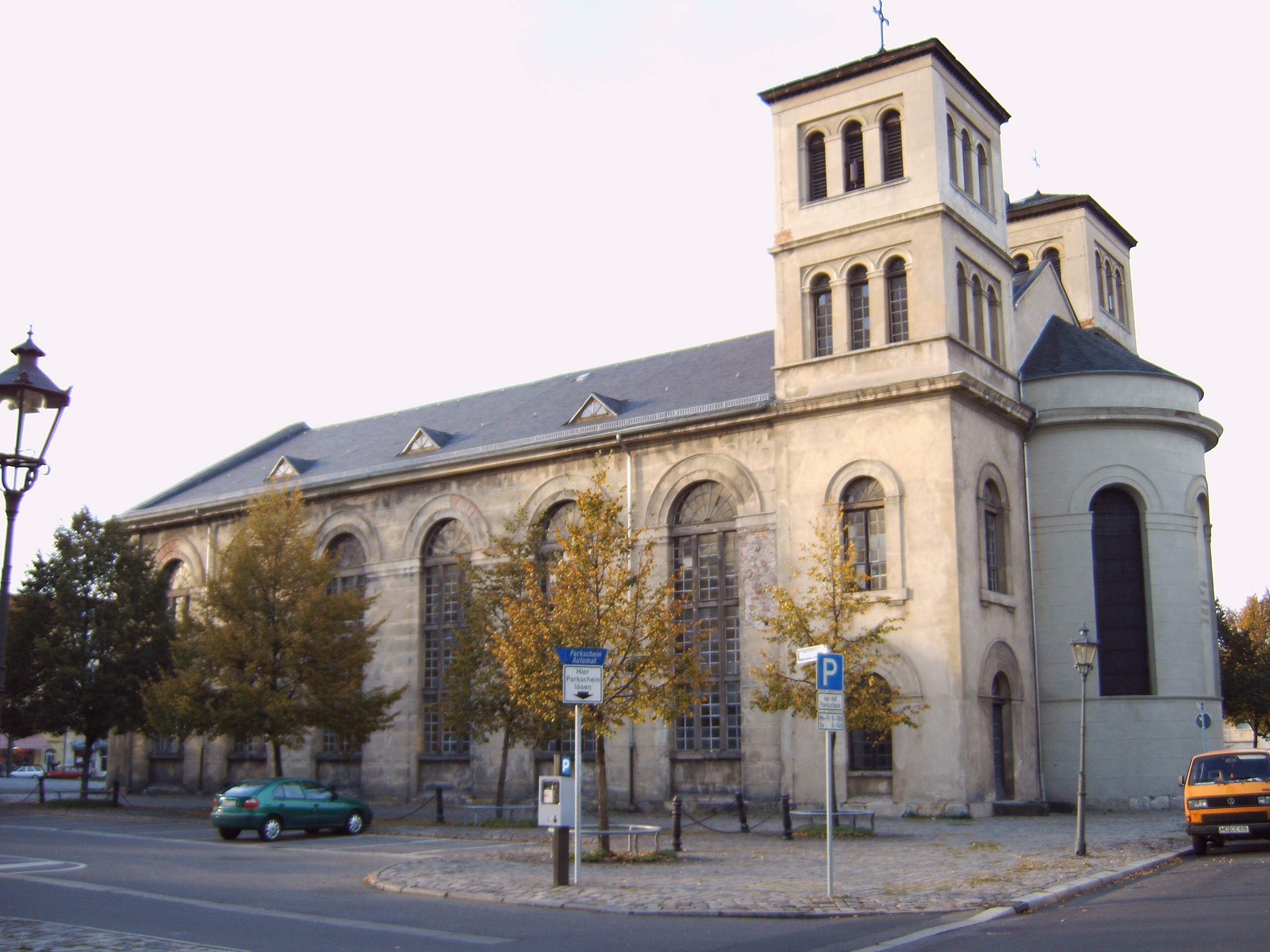
Apsis, Türme und Längsseite von Südosten

Den Neustädter Bürgern wurde etwas weiter nördlich ein neues Gebiet zur Ansiedlung zugewiesen. Dort entstand die Neue Neustadt. Karl Friedrich Schinkel erhielt 1817 den Auftrag für den Entwurf einer Kirche für den neuen Ort. Es handelte sich um seinen ersten Kirchenbau. Lange wurde angenommen, Schinkel habe zunächst einen an der Gotik orientierten Bau vorgeschlagen, der jedoch aus Kostengründen nicht umgesetzt wurde. Diese Ansicht wird laut Christian Scholl mittlerweile angezweifelt, da sich der entsprechende Entwurf nicht eindeutig der Nicolaikirche zuordnen lässt. Einen Bauplan, den Johann Conrad Costenoble in Abstimmung mit Schinkel erstellt, lehnte der Magdeburger Stadtkommandanten wegen zu hoher Türme ab. Es wurde ein möglicher feindlicher Einblick in die Festung befürchtet. Für den Entwurf mit kleineren Türmen erfolgte dann 1821 die Grundsteinlegung. Der Bau wurde durch den preußischen Staat unter Friedrich Wilhelm III. finanziell unterstützt. Die Einweihung fand am 10. Oktober 1824 statt. Die Nicolaikirche soll als Vorbild für die später von Schinkel entworfene Normalkirche gedient haben.
1845 wurden die beiden Kirchtürme um ein Geschoss erhöht und 1849 eine Kirchenuhr eingebaut. 1858 erfolgte eine Renovierung des Kircheninnenraums und 1862 der Orgel. Nach einem neuen Glockengeläut im Jahr 1860 erhielt die Kirche 1866 eine Gasbeleuchtung mit 102 Flammen und gegen Ende der 1870er Jahre auch eine Heizung.
Im letzten Jahrzehnt des 19. Jahrhunderts fand eine erneute Restaurierung der Kirche statt. So wurden auch ein neuer Altar und bunte Glasfenster angeschafft.
1934 fand ein Umbau statt, im Zuge dessen Einbauten auf der Westempore entfernt und der aus dem Jahr 1712 stammende Taufstein von seinem mittigen Standort vor dem Altar vor den linken Chorbogen umgesetzt wurde. In den Jahren 1935/36 wurden östlich der Kirche die Predigerhäuser der St.-Nikolai-Gemeinde als Ersatzbau für Bauten vom Anfang des 19. Jahrhunderts errichtet.
Im Zweiten Weltkrieg wurde die Nicolaikirche bei einem Luftangriff am 29. September 1944 durch eine Sprengbombe getroffen. Die Bombe schlug in den Südturm ein. Das obere Stockwerk dieses Turms, aber auch Teile des Dachs und der Tonnendecke des Kirchenschiffs wurden zerstört. Weitere Schäden entstanden, als nach Kriegsende in der Nähe der Kirche befindliche Bunkeranlagen gesprengt wurden.
Der Wiederaufbau begann 1946 und war im Wesentlichen bis 1954 abgeschlossen. Das mittlere Fenster der Apsis wurde in diesem Zusammenhang zugemauert. Für diese Fläche schuf der Maler Günter Johl das Wandbild „Durchbrecher aller Bande“.
1975 erhielt die Nicolaigemeinde eine gebrauchte, zweimanualige Orgel mit 27 Registern und elektropneumatischer Traktur von A. Schuster & Sohn, Baujahr 1957. Diese war ursprünglich für die Heilig-Geist-Kirche angefertigt worden, musste jedoch aus dieser bald wieder ausgebaut werden, da diese Kirche den Planern einer sozialistischen Musterstadt nicht ins Konzept passte und deshalb gesprengt werden sollte (was 1959 auch geschah). Da eine Orgel im Dom seit dem Bombardements von 1945 fehlte, wurde die Schuster-Orgel, obwohl sie für die Kathedrale völlig unterdimensioniert war, als Notlösung dort aufgestellt. Nachdem 1970 eine Schuke-Orgel mit 37 Registern im Dom in Betrieb genommen werden konnte, wurde die Schuster-Orgel 1975 unter Weglassen des Prospektes und einem Ausdünnen der Klangfülle (Ausbau des Registers Offenbaß 16′ sowie der untersten Oktave der Hauptwerksprinzipale 8′ und 4′) nach St. Nicolai umgesetzt.
Im Jahr 1993 stürzte an der Südseite der Kirche das Traufgesimse ein. Es wurden umfangreiche Sanierungsarbeiten eingeleitet, die auch eine Erneuerung des morschen, von Kernfäule betroffenen Dachstuhls, eine neue Deckung des Dachs mit Schiefer und eine Erneuerung der Tonnendecke umfassten.

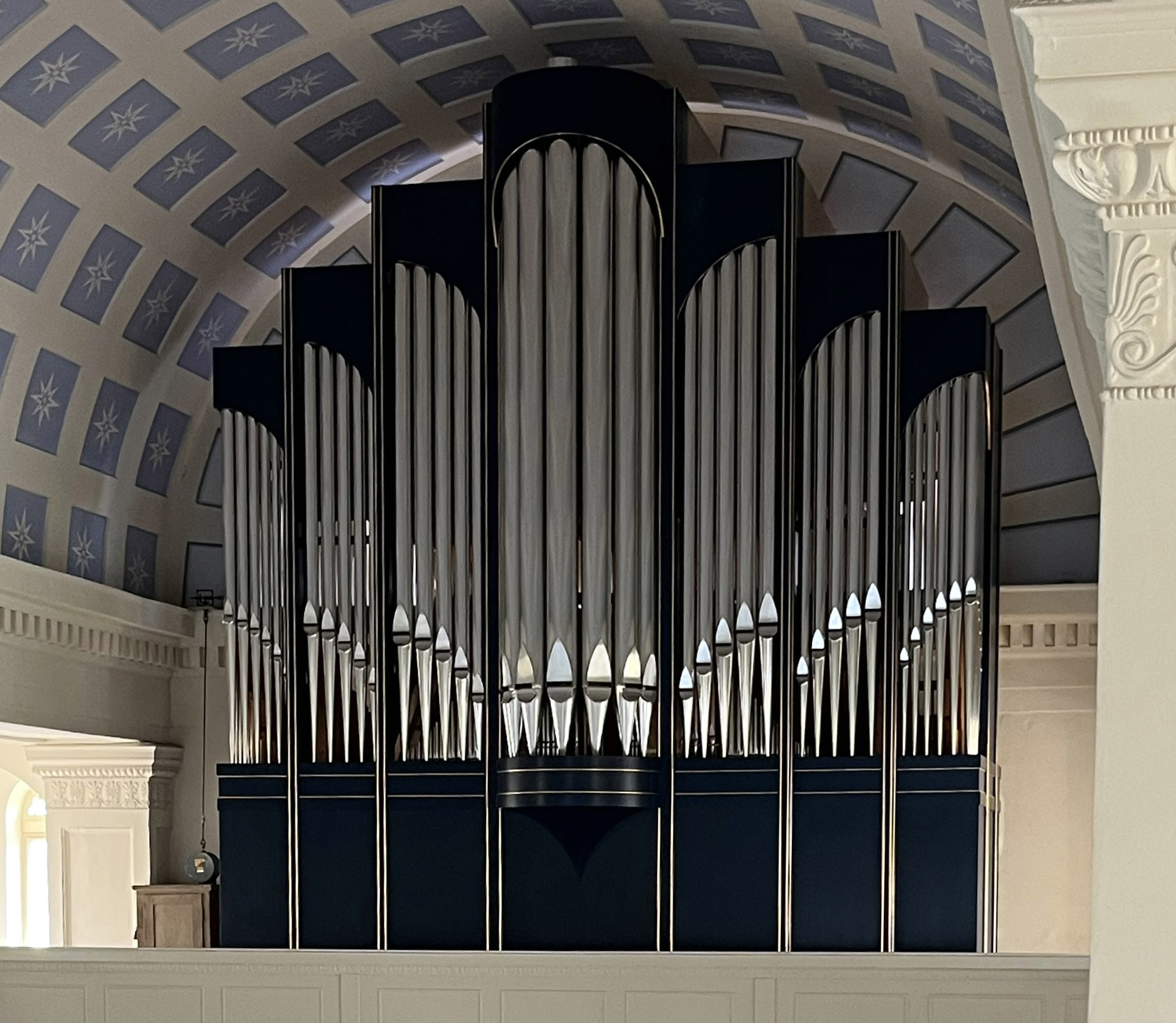
Neue Orgel (2025)

Die mit Nachkriegsmaterial gebaute Schuster-Orgel konnte aufgrund klanglicher Mängel nur bis 2010 im Gottesdienst genutzt werden und wurde 2017 ganz stillgelegt. Brauchbare Register wurden in einen Neubau übernommen. Die Firma Ekkehart Groß (Kubschütz) errichtete die neue, 2500 Pfeifen enthaltende Orgel, wegen deren Gewicht von 7,5 Tonnen die Empore zunächst stabilisiert wurde. Die Architektin Sina Stiebler lieferte den Entwurf. Das neue  Instrument wurde am 15. Juni 2025 eingeweiht. Als Besonderheit verfügt es über einen zusätzlichen Spieltisch, der fahrbar im Kirchenraum positioniert werden kann.

## Gestaltung

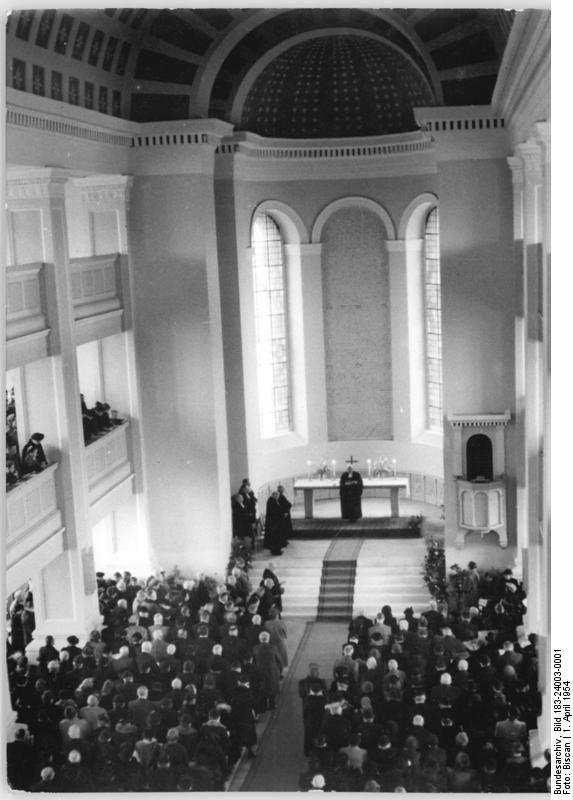
Mittelschiff und Chor

er klassizistische Kirchenraum wird durch Kolonnaden in drei Schiffe unterteilt, die jeweils mit Tonnengewölben gedeckt sind. Die Seitenschiffe sind mit Emporen in zwei Etagen gefüllt. Das Gewölbe des Mittelschiffs ist kassettiert und ruht auf mächtigen Architraven. Die Gewölbe der schmalen Seitenschiffe liegen im Höhenbereich dieser Architrave, also unterhalb des Mittelschiffsgewölbes. Damit ist St. Nicolai eine Emporenhalle und eine Pseudobasilika.
Die hohen Fenster von Seitenwänden und Chor schließen mit Rundbögen. Das Kirchengebäude ist verputzt und trägt ein Satteldach. Die beiden fas baugleichen Türme befinden sich am östlichen Ende des Schiffs beiderseits des Chors. Sie bestehen aus zwei mit Schiff und Chor verbundenen Geschossen und zwei Freigeschossen. Gedeckt sind sie mit gering geneigten Zeltdächern.
Der Zugang befindet sich auf der Westseite, die von einem großen Dreiecksgiebel überspannt wird. Durch Lisenen wird die Westfassade in drei gleich große Bereiche unterteilt. Jeder dieser Bereiche trägt eine große Inschrift: „IM KRIEGESDRANG ZERSTÖRT 1813“ „MIT GOTT DURCH KÖNIGSHULD“ „IM FRIEDEN HERGESTELLT 1824“.
Das mittlere Fenster der Apisis wurde beim Wiederaufbau verschlossen und trägt nun das Bild „Durchbrecher aller Bande“ von Günther Johl-Stendal. Das Bild wurde in Sgraffito- und Mosaiktechnik ausgeführt. Auf der nach außen gewandten Seite des ehemaligen Fensters ist in gleicher Art wie am Westgiebel die Inschrift: „ZERSTÖRT 1944 WIEDERHERGESTELLT 1948–1954“ angebracht.
In der Kirche befindet sich ein Taufbecken aus dem Jahr 1715. Dies entstammt dem Vorgängerbau in der Alten Neustadt.